# Massaker von Oleniwka
Das Massaker von Oleniwka ist ein mutmaßliches Kriegsverbrechen im Rahmen der russischen Invasion in der Ukraine, das sich am 29. Juli 2022 ereignete. Bei dem Vorfall wurde ein Gebäude durch Explosionen zerstört, in dem ukrainische Kriegsgefangene in einem von Russland betriebenen Gefängnis bei Oleniwka untergebracht waren. Dabei wurden 53 bis 62 ukrainische Kriegsgefangene getötet und 75 bis 130 verwundet.

## Hergang der Geschehnisse
Das Gefängnis liegt in Molodischne, in der Nähe von Oleniwka, einer Ortschaft in dem von den Russen weitgehend besetzten Oblast Donezk. Bei den dort untergebrachten Gefangenen handelte es sich hauptsächlich um Soldaten aus dem Asowstahlkomplex, der letzten ukrainischen Festung während der Belagerung von Mariupol. In der Nacht zum 29. Juli 2022 wurde eine einzelne Baracke eines Gefängnisses in Molodischne durch eine Explosion beschädigt, wobei Dutzende Häftlinge getötet und verletzt wurden. Nach Angaben Russlands starben 53 ukrainische Kriegsgefangene, weitere 75 wurden verwundet. Die ukrainische Seite sprach von etwa 40 Toten und 130 Verwundeten. Viele der gefangenen Asow-Kämpfer waren einige Tage zuvor dorthin gebracht worden. Denis Puschilin, der Führer der völkerrechtswidrig annektierten Oblast Donezk (vgl. Volksrepublik Donezk), gab an, dass sich unter den 193 Insassen des Gefangenenlagers keine Ausländer befänden, machte jedoch keine Angaben zur Zahl der gefangen gehaltenen Ukrainer. Russische Beamte gaben eine Liste verstorbener Kriegsgefangener heraus, ukrainische Beamte erklärten, sie seien nicht in der Lage, diese Liste zu überprüfen.
Vier Tage nach der Explosion erklärte das Oberste Gericht der Russischen Föderation die Brigade Asow zu einer terroristischen Vereinigung, woraufhin der ukrainische Militärgeheimdienst erklärte, dies solle das Massaker im Gefängnis von Oleniwka und andere Gräueltaten an ukrainischen Kriegsgefangenen rechtfertigen. Am 11. Oktober 2022 wurden die Leichen von 62 Soldaten, darunter auch in Oleniwka getötete Kriegsgefangene, an die Ukraine zurückgegeben.
Der Generalstab der ukrainischen Streitkräfte erklärte, die Russen hätten die Kaserne in die Luft gesprengt, um die dort stattfindende Folterung und Ermordung ukrainischer Kriegsgefangener zu vertuschen, und die ukrainischen Behörden legten Satellitenbilder von bereits ausgehobenen Gräbern und abgefangenen Nachrichten vor, die auf die illegalen russischen Machenschaften hindeuteten, während Russland behauptete, eine HIMARS-Rakete sei von ukrainischem Hoheitsgebiet aus abgeschossen worden und hätte das Gebäude zerstört. Später freigekommene ukrainische Kriegsgefangene, die sich zum Zeitpunkt der Geschehnisse in Oleniwka befanden, berichteten, dass Fragmente von HIMARS-Raketen in einer Inszenierung für die russische Presse ausgelegt und später wieder eingesammelt wurden.

## Untersuchungen

### Journalistische Ermittlungen
Als die russische Seite Videos und Fotos aus dem Inneren der Baracke veröffentlichte, stellte eine Analyse von CNN fest, dass die russische Version der Ereignisse höchstwahrscheinlich eine Erfindung ist, da eine HIMARS-Rakete nicht einen solchen Schaden habe verursachen können. Der Analyse zufolge war die wahrscheinlichste Ursache der Explosion ein Brandsatz, der im Inneren des Gefangenenlagers gezündet wurde. Unabhängige Untersuchungen, die sich auf die Arbeit von Forensikern und Waffenexperten sowie auf Satellitenbilder stützten, ergaben, dass die russische Version der Ereignisse höchstwahrscheinlich Desinformation ist, da es praktisch unwahrscheinlich ist, dass die Schäden durch HIMARS verursacht wurden. Es gibt eindeutige Beweise, dass das Gefängnis durch eine im Gebäude gezündete Bombe gesprengt wurde. Das Institut für Kriegsstudien erklärte, die verfügbaren visuellen Beweise stützten die ukrainische Version der Ereignisse, da die Art der Explosionen nicht mit einem HIMARS-Schlag übereinstimme, könne aber nicht mit Sicherheit sagen, welche Seite verantwortlich sei.
Die ukrainische Freiwilligeninitiative InformNapalm wies Russland die Schuld zu, indem sie behauptete, sie hätten einen Raketenwerfer des Typs RPO-A oder eine MRO-A-Rakete eingesetzt und darauf gewartet, dass die Gefangenen bei lebendigem Leib verbrennen.

### Ukrainische Behörden
Der ukrainische Generalstaatsanwalt Andrij Kostin erklärte, dass „nach vorläufigen Angaben internationaler Experten Gefangene in der besetzten Strafkolonie Oleniwka mit thermobarischen Waffen getötet wurden“. Die Tötung von Kriegsgefangenen wird als Kriegsverbrechen verfolgt.
Der Sicherheitsdienst der Ukraine veröffentlichte Mitschnitte von aufgezeichneten Telefongesprächen zwischen russischen Soldaten, aus denen hervorging, dass russische Soldaten einen Sprengsatz in dem Gebäude platziert hatten. Der SBU fügte hinzu, dass nach den verfügbaren Videobeweisen einige Fenster unversehrt geblieben seien und dass in Augenzeugenberichten kein Beschuss oder Geräusche erwähnt werden, wie sie sonst bei einem Raketeneinschlag zu vernehmen sind. Nach Angaben des Militärgeheimdiensts wurde die Explosion von der Gruppe Wagner durchgeführt, die wegen Kriegsverbrechen in Afrika, Syrien und der Ukraine angeklagt ist.

### Vereinte Nationen und Internationaler Strafgerichtshof
Am 3. August 2022 kündigte UN-Generalsekretär Guterres seine Entscheidung an, eine Untersuchungsmission einzurichten, wie sie sowohl von Russland als auch von der Ukraine gefordert wurde. Das ukrainische Außenministerium wandte sich wegen des Angriffs, den es als russisches Kriegsverbrechen bezeichnete, an den Internationalen Strafgerichtshof, und Russland erklärte, es leite seine eigenen Ermittlungen ein. Russische und ukrainische Beamte forderten auch das Internationale Rote Kreuz und die Vereinten Nationen auf, sich einzuschalten. Am späten Abend des 30. Juli erklärte Russland, es werde die Vertreter dieser Organisationen auf das Gelände lassen. Das Internationale Komitee vom Roten Kreuz erklärte jedoch, es habe weder eine Einladung noch eine Antwort auf sein eigenes Ersuchen um einen Besuch vor Ort erhalten. Bis Oktober 2022 wurde weder internationalen Beobachtern noch humanitären Organisationen der Zutritt nach Oleniwka oder der Zugang zu den Überlebenden gestattet und die russische Seite hat nie eine detaillierte Liste der Gefallenen und Verwundeten veröffentlicht oder deren Angehörige benachrichtigt, ebenso wenig wie das IKRK, das sie bei ihrer Übergabe in Mariupol offiziell als Kriegsgefangene registriert hat.
Aufgrund des Fehlens klarer Sicherheitsgarantien gab Stephane Dujarric im Januar 2023 in einer UNO-Pressekonferenz bekannt, dass die UN-Mission aufgelöst werde und wieder aufgenommen werden könne, sobald solche Sicherheitsgarantien für eine Arbeit der Inspektoren vor Ort vorhanden seien.
Im März 2023 gab das Büro des Hohen Kommissars der Vereinten Nationen für Menschenrechte in seinem Bericht über die Behandlung von Kriegsgefangenen während des Russisch-Ukrainischen Krieges an, neue Details des Massakers aufgedeckt zu haben, die auf eine russische Schuld hindeuten. Dazu gehören die Verlegung der Gefängniswärter aus den Kasernen, das Ausheben eines befestigten Grabens für die Wärter, das Tragen von kugelsicheren Westen und Helmen durch die Wärter und das Abfeuern eines neu installierten BM-21-Raketensystems, um die Geräusche der Explosionen zu überdecken.
In einer Erklärung zum Jahrestag der Ereignisse erklärte Volker Türk, UN-Kommissar für Menschenrechte, die Umstände der Explosionen seien weiterhin unklar, ein Angriff mittels HIMARS könne jedoch ausgeschlossen werden. Am 4. Oktober 2023 heißt es in einem UN-Bericht zu dem Fall, dass die Explosion nicht mit der eines HIMARS übereinstimme und dass „das Muster der strukturellen Schäden mit einem Geschoss übereinstimmt, das sich von Osten nach Westen bewegt hat“. In dem Bericht wird Russland außerdem vorgeworfen, Gefangene in Lagern zu nahe an der Frontlinie gefangen zu halten und sie damit dem Risiko eines Treffers auszusetzen.

## Nachspiel
Im Dezember 2024 wurde in der russisch besetzten ostukrainischen Großstadt Donezk eine Person durch eine Autobombe getötet und eine weitere verletzt. Unbestätigten russischen Medienberichten zufolge handelt es sich bei dem Toten um den ehemaligen Direktor des Gefängnisses in Oleniwka, Sergej Jewsjukow. Ukrainische Geheimdienste haben bereits mehrfach Anschläge auf ukrainische Kollaborateure und russische Besatzungsvertreter durchgeführt.